# 反對逃犯條例修訂草案運動旗幟
反對逃犯條例修訂草案運動旗幟，指的是在香港反對逃犯條例修訂草案運動中所使用的旗幟。

## 「光復香港，時代革命」旗
「『光復香港，時代革命』旗」指的是印有「光復香港，時代革命」的旗幟。

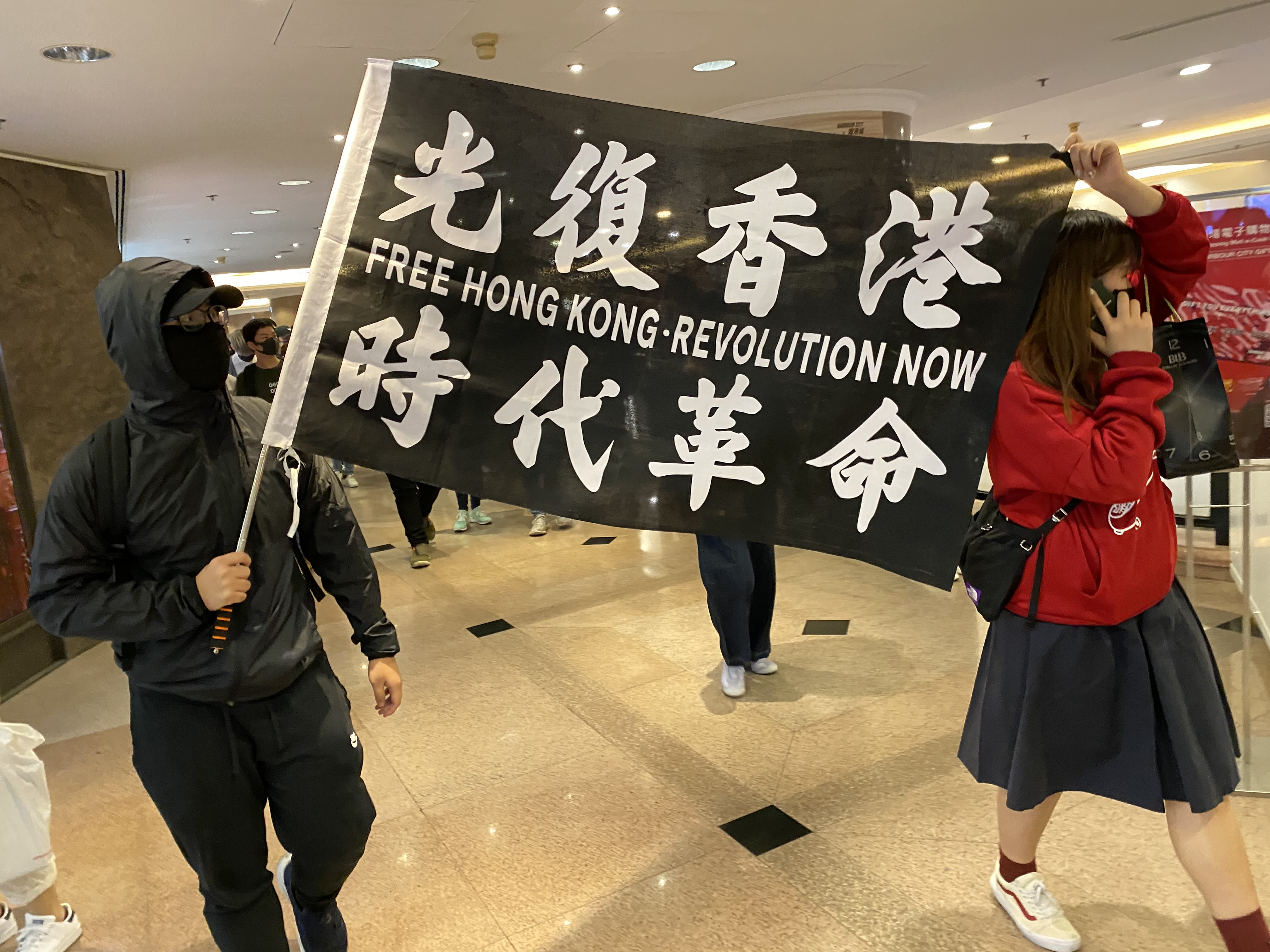
示威者展示「光復香港 時代革命」旗
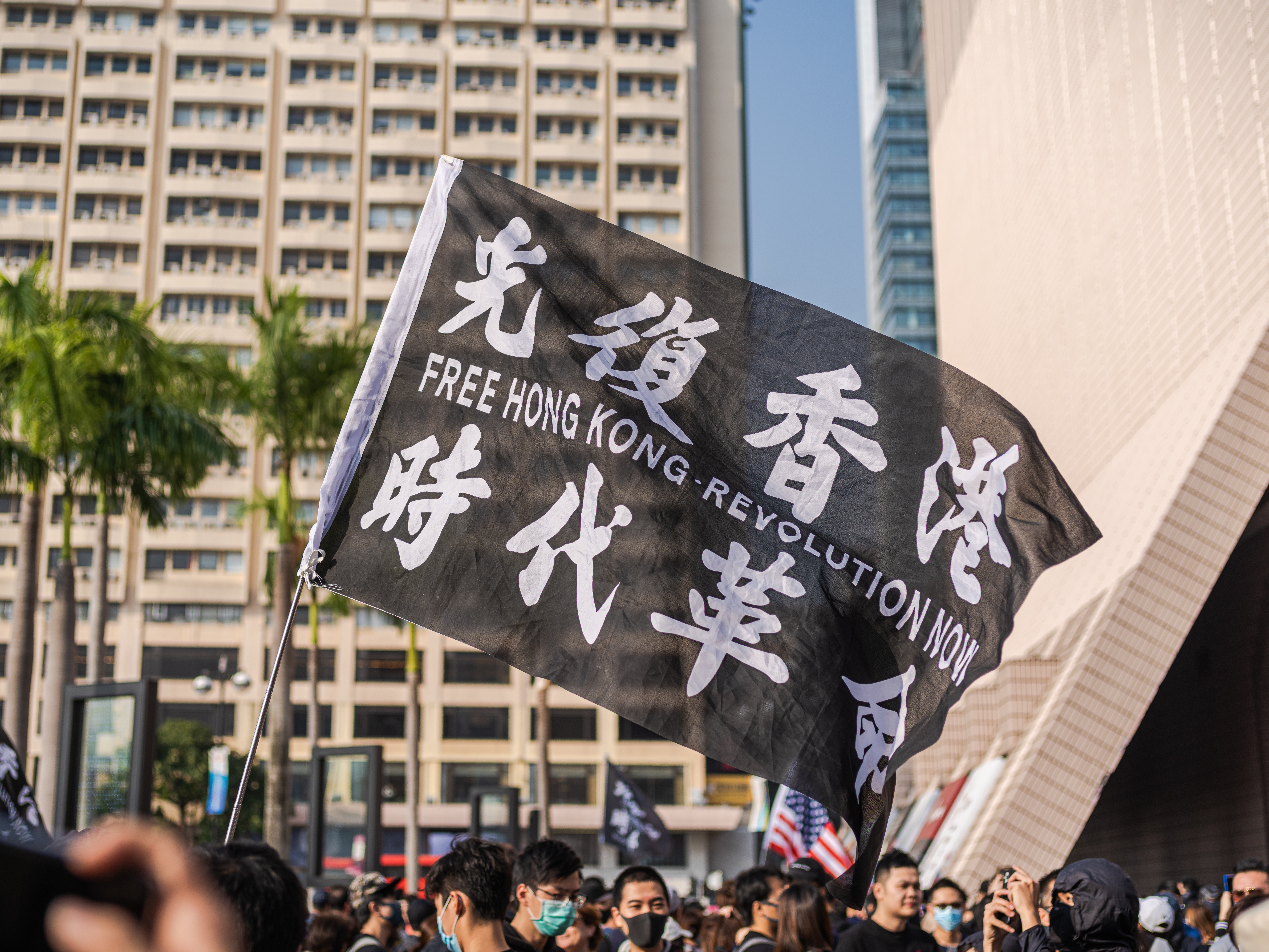
2019年12月1日，示威者在尖沙咀的遊行上高舉「光復香港，時代革命」旗

## 香港旗
香港旗（英語：Hong Kong Flag），原為英屬香港時期代表香港的旗幟，由英國藍船旗衍生。香港旗於1871年首度出現，一直使用至1997年香港主權移交為止。在此期間，旗幟設計曾經歷四次的轉變。
自2010年起該旗被廣泛的應用於抗議活動中，被親中派人士批評為「戀殖」情懷，但主張港獨的學生動源召集人鍾翰林表示，他們無法認同香港特別行政區區旗，那等於承認香港是一國兩制下的特別行政區，而香港旗是本土派和港獨派都能接受的旗幟 。

## 自由香港旗
自由香港旗是「香港臨時政府」國旗的設計方案，由LIHKG討論區網民「三步中出西門」在2019年6月28日發表，其主張藍色代表自由，白色代表和平。有部分抗爭者視自由香港旗為「香港國旗」。

自由香港旗的另一版本

## 黑洋紫荊旗
黑洋紫荊旗，或称黑紫荊旗，是香港網民以原有香港特別行政區區旗為藍本，改設計為黑底白花的旗帜。
黑紫荊旗設計有多種類型：有的比較簡單，只是更換區旗的紅底為黑底；有的還移除了與中华人民共和国国旗相呼應的五顆星，並有花瓣枯萎；還有的更是花瓣都沾有血跡且旗幟長短比原區旗更接近於正方形。
大律師陸偉雄認為此旗幟並不符合區旗規格，且非獲授權，已抵觸《國旗法》，但普遍人士都認為此旗幟目的並非要刻意改變區徽以達成侮辱的效果，而只想表達一國兩制已「死」的意思。

## 中華民國國旗
中華民國國旗為代表中華民國的旗幟，是中華民國國家象徵之一。該旗在2019年香港反對逃犯條例修訂草案運動中被香港親中華民國派示威者使用。

## 赤納粹旗
用以批評及諷刺中國共產黨的「赤納粹旗（Chinazi）」為中華人民共和國國旗及納粹標誌合併而成的旗幟，當中的創作有紅底黃星組成納粹標誌，亦有同為紅底，五個納粹標誌放在五星位置等款式。大律師馬恩國認為使用此旗幟的人士或已觸犯《國旗及國徽條例》第四條。

赤納粹旗
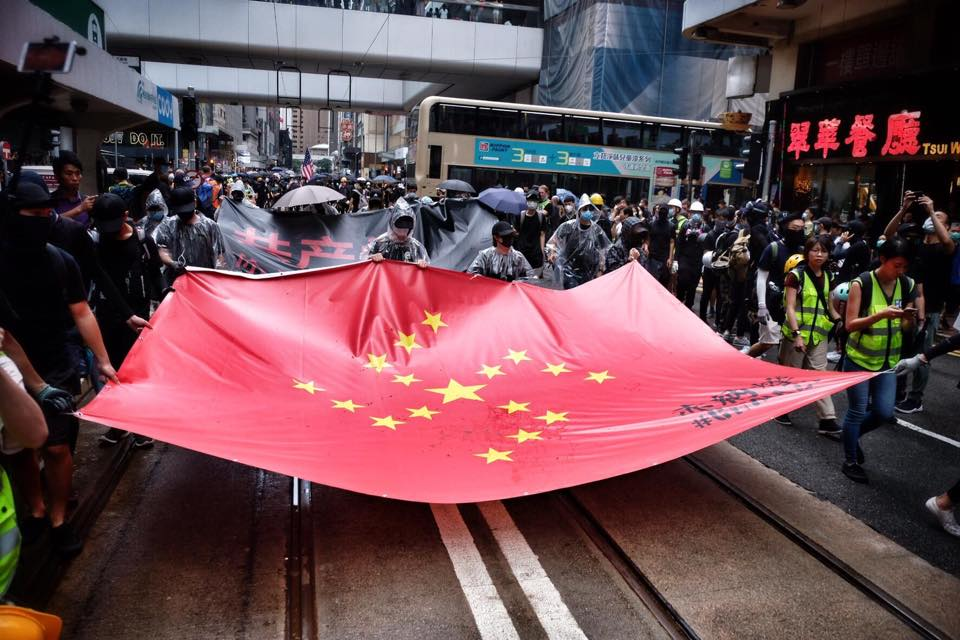
2019年8月31日香港反對逃犯條例修訂草案示威中的巨型赤納粹旗

## 越南共和國國旗
越南共和國國旗為代表前越南共和國（南越）的旗幟。該旗在2019年香港反對逃犯條例修訂草案運動中被前來香港支持抗議活動的越僑示威者使用。

## 光復革命旗
光復革命旗由LIHKG討論區網民「Don’t慌蜘蛛」在2019年12月25日發表。黃色代表黎明、光復；黑色代表革命、起義。有部分抗爭者更視光復革命旗為反政府的「港獨軍旗」。2020年5月23日，有同一討論區網民「pubg哥」提議黃色部份改為復仇黃（Avenge Yellow）。

光復革命旗的復仇黃版本